# Valença do Douro
Valença do Douro is een plaats (freguesia) in de Portugese gemeente Tabuaço en telt 451 inwoners (2001).